# Patriotsko ubojstvo
Patriotsko ubojstvo (izdan 1941.) je roman A. Christie s Poirotom u glavnoj ulozi.

## Radnja
Bio je to dan kojeg će Hercule Poirot još dugo pamtiti. Ujutro se nije mogao osjećati nadmoćnim u odnosu na ostale ljude. Naime, otišao je u posjetu gospodinu Morleyu, svome zubaru. Popodne je, također, bilo nezaboravno.
Gospodin Morley je pronađen mrtav s tamnom rupom ispod desne sljepoočnice. Pištolj je ležao na podu pored njegove ispružene desne ruke. 
Nekoliko sati kasnije, jedan od zubarevih pacijenata, gospodin Amberiotis, u hotelu u kojem je odsjeo, umire od prevelike doze anestetika.
Jasan slučaj ubojstva i samoubojstva.
Ali, zašto bi jedan od najpoznatijih londonskih zubara s uhodanom i sigurnom praksom počinio zločin usred dana punog posla i pacijenata?

## Ekranizacija
Ekraniziran je u četvrtoj sezoni (1992.) TV serije Poirot s Davidom Suchetom u glavnoj ulozi.

## Poveznice
- Patriotsko ubojstvo  Arhivirana inačica izvorne stranice od 14. srpnja 2014. (Wayback Machine) na Agatha-Christie.net, najvećoj domaćoj stranici obožavatelja Agathe Christie